# Desmodasys
Desmodasys is een geslacht van buikharigen uit de familie van de Turbanellidae. De wetenschappelijke naam van het geslacht soort werd voor het eerst geldig gepubliceerd in 1965 door Clausen.

## Soorten
- Desmodasys abyssalis Kieneke & Zekely, 2007
- Desmodasys borealis Clausen, 2000
- Desmodasys phocoides Clausen, 1965